# Marché Bonsecours

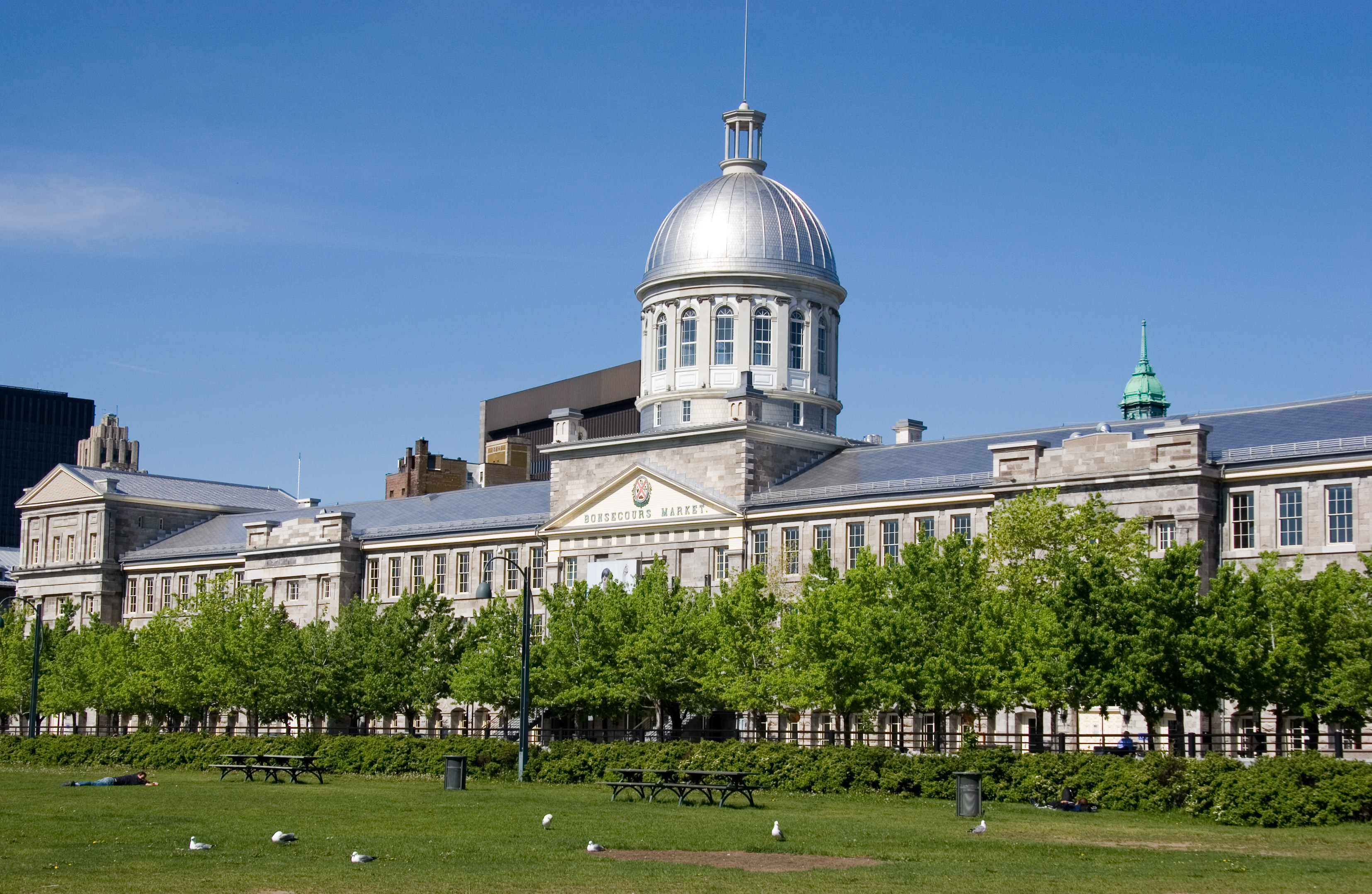
Marché Bonsecours

Der Marché Bonsecours ist eine ehemalige Markthalle in Montreal. Sie liegt in der Altstadt (Vieux-Montréal), zwischen der Rue Saint-Paul und dem Alten Hafen. Das klassizistische Gebäude diente vorübergehend als Rathaus und Parlamentsgebäude. Heute wird es als Kulturzentrum genutzt. Es steht unter Denkmalschutz und ist seit 1984 ein National Historic Site.

## Geschichte
Die nach der benachbarten Wallfahrtskapelle Notre-Dame-de-Bon-Secours benannte Markthalle entstand ab 1844 unter der Leitung des britischen Architekten William Footner. Obwohl die Bauarbeiten noch andauerten, konnte das Gebäude bereits im Januar 1847 bezogen werden. Da Footner das Budget um das Dreifache überzogen hatte, wurde die Bauleitung im Mai 1847 an George Browne übertragen. Im darauf folgenden Jahr waren die Arbeiten abgeschlossen. Die Fleischbänke befanden sich an der Rückseite im Sockelgeschoss, am südöstlichen Ende wurde ein Polizeiposten eingerichtet.

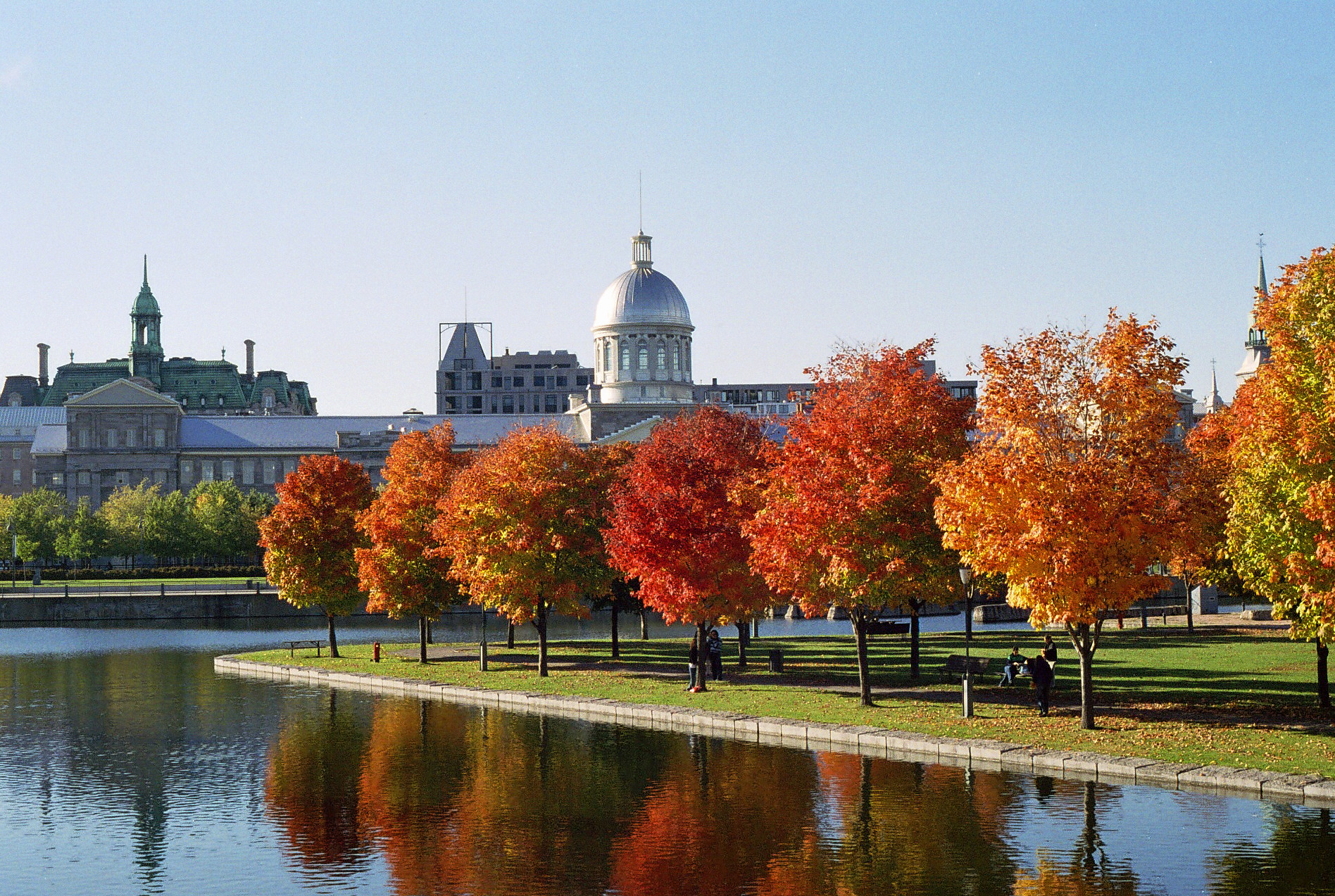
Ansicht vom Alten Hafen aus

Am 25. April 1849 steckte eine aufgebrachte Menge den Marché Sainte-Anne, das provisorische Parlament der Provinz Kanada, in Brand. Die Abgeordneten tagten daraufhin bis zum 7. Mai im Marché Bonsecours. Während der Bauarbeiten hatte es Überlegungen gegeben, diese Markthalle permanent als Sitz des Parlaments zu verwenden, doch aufgrund der unsicheren Lage beschloss die Regierung, Toronto zur neuen Hauptstadt zu machen. 1850 erhielt George Browne den Auftrag, den südlichen Teil des Marché Bonsecours umzubauen, damit es als Rathaus verwendet werden konnte. Am anderen Ende des Gebäudes wurde ein Konzertsaal angebaut. Die Stadtverwaltung war ab 1852 in dem Gebäude untergebracht und zog 1878 zum größten Teil in das neu erbaute Hôtel de Ville um.
Die folgenden Jahrzehnte diente das Gebäude weiterhin als Markthalle und Veranstaltungssaal. Brände in den Jahren 1891, 1948 und 1954 machten Reparaturen des Daches notwendig. Der Marktbetrieb endete schließlich 1963 und wurde in einen Neubau nördlich des Stadtzentrums verlegt. In den 1960er Jahren erfolgten umfangreiche Restaurierungsarbeiten. Die Kuppel wurde 1976 durch einen Brand zerstört und bis 1978 wieder aufgebaut. Bis 1990 nutzte die Stadtverwaltung noch einige Büros. Aus Anlass des 350-jährigen Stadtjubiläums wurden 1992 mehrere Ausstellungshallen geschaffen.

## Bauwerk
Das 163 Meter lange Gebäude im klassizistischen Stil aus grauem Kalkstein ist dem 1791 errichteten Custom House in Dublin nachempfunden. Mitte des 19. Jahrhunderts war es ein bedeutender Fixpunkt für alle ankommenden Schiffspassagiere im benachbarten Hafen. Es besteht aus fünf Baukörpern, die durch Zwischenwände voneinander getrennt sind. Der zentrale Baukörper umfasst den Portikus; gekrönt wird er von einer markanten Kuppel, die auf einem Tambour aufliegt.
Der Marché Bonsecours beherbergt verschiedene Boutiquen für Kunst, Design und Handwerk. Außerdem haben der Rat für künstlerische Berufe der Provinz Québec sowie das Montrealer Design-Institut hier ihren Sitz. Cafés, Restaurants und Bankettsäle runden das Angebot ab.